# اندی واتسون (بازیکن فوتبال، زاده ۱۹۵۹)
اندی واتسون (انگلیسی: Andy Watson؛ زادهٔ ۳ سپتامبر ۱۹۵۹) بازیکن فوتبال اهل اسکاتلند است.

## باشگاهی
از باشگاه‌هایی که در آن بازی کرده‌است می‌توان به باشگاه فوتبال هیبرنین، باشگاه فوتبال آبردین، باشگاه فوتبال لیدز یونایتد و باشگاه فوتبال هارت آف میدلوتیان اشاره کرد.

## تیم ملی
وی همچنین در تیم ملی فوتبال زیر ۲۱ سال اسکاتلند بازی کرده‌است.